# Bosschotelkorst
Bosschotelkorst (Lecanora argentata) is een korstmossoort uit de familie Lecanoraceae. Hij komt voor op bomen en heeft als fycobiont de alg Trebouxia. Hij komt vooral voor op esdoorns, essen en populieren. Hij heeft een gemiddelde tolerantie voor luchtverontreiniging.

## Determinatie

### Uiterlijke kenmerken
Bosschotelkorst is een korstvormig korstmos. Het thallus is dun, lichtgrijs, witachtig, geelwit van kleur, met een grof, wrattenachtig of glad oppervlak. Het heeft geen sorediën. De randen van het thallus zijn onduidelijk, en verdwijnen geleidelijk. De schors kleurloos, 15–25 μm dik, het hymenium is kleurloos, 15–20 μm dik. Protococcoide algen en grote KOH-onoplosbare kristallen worden in de kern gevonden. Het epihymenium is niet korrelig, roodbruin van kleur met een oranjebruin pigment dat niet oplost in K. Het transparante en kleurloze hymenium heeft parafysen, het subhymenium is kleurloos, 10–15 μm dik, en het hypothecium is kleurloos zonder oliedruppels.
In het thallus zijn de apotheciën vrij talrijk. Ze kunnen gegroepeerd of verspreid staan. Ze zijn zittend, 0,4–1,5 mm in diameter, rond of stomphoekig van vorm en plat of licht bol. De apotheciumschijf is meestal licht tot vuilbruin van kleur. In de vruchtlichamen bevinden zich grote, kleurloze kristallen die niet oplossen in KOH-oplossing. Er zijn er pycnidiën ingebed in het thallus.
Bosschotelkorst heeft de volgende kenmerkende kleurreacties: K+ (lichtgeel), C-, KC-, P- of P+ (zwak lichtgeel) en UV-.

### Microscopische kenmerken
De asci met 45–55 × 18–22 µm. De ascosporen worden gevormd in apothecia en zijn eencellig, hyaliene, ellipsoïde, enkelvoudig en hebben een grootte van (10,5–)11,5–14,5(–17,5) × (5,5–)6–8,5 µm, en hun wanddikte is 0,5 tot 1 µm.

## Verspreiding
Bosschotelkorst komt voor op alle continenten behalve Antarctica. In Nederland is de soort zeldzaam. Hij staat niet op de Nederlandse Rode Lijst en is niet bedreigd.

## Naamgeving
Bosschotelkorst werd voor het eerst beschreven in 1803 door Erik Acharius onder de naam Parmelia subfusca var. argentata. De huidige naam, erkend door de Index Fungorum, werd eraan gegeven door Johann Christoph Röhling in 1813.